# Indische Badmintonmeisterschaft 1965/66
Die Indische Badmintonmeisterschaft der Saison 1965/66 fand in Bombay statt. Es war die 30. Austragung der nationalen Titelkämpfe im Badminton in Indien.

## Titelträger
| Disziplin    | Sieger                         |
| ------------ | ------------------------------ |
| Herreneinzel | Nandu M. Natekar               |
| Dameneinzel  | Meena Shah                     |
| Herrendoppel | Suresh Goel Chandrakant Deoras |
| Damendoppel  | Meena Shah Sarojini Apte       |
| Mixed        | A. I. Sheikh Shobha Moorthy    |